# L'Instinct de l'ange
Pour plus de détails, voir Fiche technique et Distribution.
L'Instinct de l'ange est un film français réalisé par Richard Dembo, sorti en 1993.

## Synopsis
Un grand bourgeois parvient malgré les obstacles, tels sa tuberculose et ses relations avec les autres, à intégrer une escadrille aérienne pendant la Première Guerre mondiale.

## Fiche technique
- Titre : L'Instinct de l'ange
- Réalisation : Richard Dembo
- Scénario : R. Dembo
- Photographie : Renato Berta
- Costumes : Jacqueline Moreau
- Musique : Gabriel Yared
- Cascades aériennes : AJBS, Jean Salis accompagné de Jean Pierre Lafille et Jack Krine
- Pays d'origine :  France
- Genre : drame
- Durée : 113 minutes
- Date de sortie : France - 27 janvier 1993

## Distribution
- Lambert Wilson : Henry
- François Cluzet : Ernest Devrines
- Jean-Louis Trintignant : le colonel Édouard
- Hélène Vincent : la mère d'Henry
- Marianne Denicourt : Léa
- Sandrine Kiberlain : Pauline
- Bernard Ballet : Pechereau
- Antoine Basler : Guerber
- Vincent Winterhalter : Hippolyte
- Jacques Bourgaux : l'oncle